# Manuel Sarmento Rodrigues
Manuel María Sarmento Rodríguez o en idioma portugués Manuel María Sarmento Rodrigues (Freixo de Espada à Cinta, 15 de junio de 1899 - Lisboa, 1 de agosto de 1979) fue un almirante, administrador colonial y maestro, de gran renombre, portugués.

## Biografía
Hijo de un funcionario público, frecuentó el Liceo en Braganza y la Universidad de Coímbra, ingresó a la Escuela Naval, concluyendo el curso de Marina en 1922.
Se incorporó en 1923 en la  "Loja Renascença" de la masonería portuguesa.
Como oficial subalterno, se embarcó en el NRP República (a bordo del cual acompañó el viaje aéreo de Gago Coutinho y Sacadura Cabral a través del Atlántico Sur) y en el NRP Lis, fue ayudante de campo del gobernador general de la India y, a bordo del mismo, transporte NRP Pêro de Alenquer, prestó asistencia a las víctimas del terremoto de 1926 que en aquel año sacudió a la isla de Faial. Viajó extensamente por las colonias portuguesas en el Lejano Oriente y África. El 15 de diciembre de 1932 fue hecho Oficial de la Orden Militar de Avis.
En 1936 formó parte de la Misión Hidrográfica de las Islas Adyacentes, organismo encargado de hacer el levantamiento de los mares de las Azores y Madeira. Paralelamente frecuentó la Escuela Superior Colonial. El 10 de abril de 1940 fue elevado a Comendador de la Orden Militar de Avis.
En 1941 asumió en Ponta Delgada el mando del contratorpedero NRP Lima, cargo que mantuvo hasta 1945. A bordo del Lima participó en varias operaciones de rescate de barcos torpedeados en los mares de las Azores durante la Segunda Guerra Mundial. Como comandante del contratorpedero Lima y durante uno de los rescates su barco sufrió una inclinación de 67°. Este hecho único en la historia de la navegación está descrito en la obra "Nuestro Barco". El 19 de noviembre de 1941 fue hecho Comendador de la Orden Militar de Cristo.
Como oficial superior, comenzó una fase de su carrera dedicada a la administración colonial, siendo gobernador de Guinea portuguesa entre el 25 de abril de 1945 y enero de 1949. En 1946 fue promovido a Capitán de fragata. El 29 de abril de 1947 fue hecho Comendador de la Orden Militar de Sant'Iago de la Espada.
En el inicio de su gobernanza de Guinea, se destaca la "Misión de Estudio y Combate a la Enfermedad del Sueño en Guinea", las "Conmemoraciones del V Centenario del Descubrimiento de Guinea" y el "Diploma de los ciudadanos" (Diploma Legislativo nº: 1364, de 7 de octubre de 1946) que reformuló el "Diploma de los asimilados".
En 1950 se incorporó al Gobierno de António de Oliveira Salazar como Ministro de Colonias (a partir de 1951, Ministro de Ultramar), y en estas funciones implementó una reforma integral de la administración colonial portuguesa y visitó el Lejano Oriente, el sudeste de Asia y África. El 10 de diciembre de 1954 fue nombrado Gran Oficial de la Orden Militar de Cristo, el 15 de julio de 1955 fue galardonado con la Gran Cruz de la misma Orden y el 12 de junio de 1957 fue agraciado con la Gran Cruz de la Orden del Imperio. Entre 1961 y 1964 fue gobernador general de Mozambique. El 9 de diciembre de 1961 fue galardonado con la Gran Cruz de la Orden Militar de Avis y el 24 de marzo de 1962 fue agraciado con la Gran Cruz de la Orden del Infante D. Enrique. En su homenaje, fue creado por la Academia de la Marina el Premio Almirante Sarmento Rodrigues.
Murió en Lisboa en 1979.
Publicó una extensa obra sobre asuntos navales, de defensa y de administración colonial. Es autor de Los Anclajes de las Islas Azores, un itinerario detallado de los mares y costas del archipiélago, resultado de su experiencia en el mando del contratorpedero Lima en comisión en las Azores durante la Segunda Guerra Mundial.

## Obras publicadas
- Los mahometanos en el futuro de la Guinea Portuguesa, 1948.
- Presencia de Mozambique en la vida de la nación, Agencia General de Ultramar, Lisboa, 1964.
- Los Anclajes de las Islas Azores, Instituto Hidrográfico, Lisboa, 1970.
- Algunos aspectos de los problemas de ultramar, Puerto: Estudios y Formación Centro Imperial 1952.
- La India portuguesa: algunos discursos y mensajes enviados por el Ministro de Ultramar… Sarmento Rodrigues…, Publicaciones y la División de Biblioteca, Oficina Nacional de Ultramar, Lisboa, 1954.
- Capitán César María Serpa Rosa (1899-1968): Inspector Jefe Superior de Administración de Ultramar (1899-1968), Lisboa.
- Filipe Gastão de Almeida d'Eça; apuntes biográficos., Lisboa, Agencia General de Ultramar, 1969.
- Descripción de la costa oeste de África: (Senegal au Cap Hill, Archipels) de Valentín Fernandes (1506-1510); en el caso de las mujeres. - Bissau: [sn], 1951 (Lisboa: la tipografía Sociedad Industrial).
- Esperanzas y realidades de la vida portuguesa: (discursos, conferencias, estudios): 1950-1960, Lisboa: Centro de Estudios Históricos de Ultramar, 1965.
- Los acontecimientos recientes en la política africana, Lisboa: [Sociedad Industrial Gráfica], 1960.
- Juan Rodríguez Cabrillo: Achegas para su biografía, por el Visconde de Lagoa. Prefacio del Comodoro Sarmento Rodrigues. - Lisboa: Agencia General de Ultramar: [Paulino Ferreira, hijos], 1958.
- En Guinea gubernamentales: discursos y declaraciones, Lisboa: Agencia General de las Colonias, 1949.
- Portugal en la India: discurso en la Asamblea Nacional el 1 de marzo, 1950, Agencia General de Ultramar de la División de Publicaciones y Biblioteca, Lisboa: (. Paulino Ferreira, hijos, imp.) [sn], 1954.
- La vida de Nelson heroica, Agencia General de Ultramar, Lisboa, 1962.